# Javier Reverte
Javier Martínez Reverte, que firmaba sus obras como Javier Reverte (Madrid, 14 de julio de 1944-Ib., 30 de octubre de 2020), fue un periodista y escritor español, especializado principalmente en literatura de viajes.
Era hermano mayor del también periodista y escritor Jorge Martínez Reverte.

## Biografía
Era hijo del periodista Jesús Martínez Tessier (1914-1995) y de Josefina Reverte Ferro (1917-1992). Tenía un hermano menor, Jorge Martínez Reverte (1948-2021), que falleció solo cuatro meses y medio después que Javier (el 25 de marzo de 2021).
Estudió Filosofía y periodismo. Ejerció como periodista durante casi 30 años, trabajando como corresponsal de prensa en Londres (1971-1973), París (1973-1977) y Lisboa (1978) y como enviado especial en numerosos países de todo el mundo. Ejerció también como columnista, cronista político, entrevistador, editorialista, redactor-jefe de mesa, reportero del programa En portada de TVE y subdirector del desaparecido diario Pueblo.
Atraído desde siempre por la creación literaria, trabajó como guionista de radio y televisión y escribió numerosas novelas, poemarios y libros de viajes.

## Trayectoria literaria
Viajero incansable, Reverte cosechó un gran éxito de ventas con sus libros de viajes, y, en particular, con El sueño de África, en el que combina sus experiencias directas con referencias históricas sobre las tierras que visita -Uganda, Tanzania y Kenia- explicando a través del pasado la situación del presente, o traza paralelismos con las vivencias de otros escritores que pasaron por el mismo lugar, como Joseph Conrad con su libro El corazón de las tinieblas. Este éxito le permitió lograr su vieja aspiración de dedicarse por completo a la literatura, reservando sus escritos periodísticos a colaboraciones puntuales con diversos medios, sobre todo para escribir sobre asuntos viajeros.
Sus libros de viajes se caracterizan por trasladar con naturalidad y ternura los paisajes, rostros e historias que el viajero encuentra en el camino, mezclándolos con profusas notas históricas, que persiguen colocar al lector en el contexto adecuado, y con puntuales reflexiones filosóficas y políticas:

"Mis lecturas y mis ensoñaciones infantiles, como le sucedía a Joseph Conrad, se dirigían sin remedio a África y, en el alba de mis cincuenta años, pensaba que al fin debía ir allí. No quedan, por supuesto, grandes espacios en blanco en el mapa del continente, pero el corazón de África sigue conservando su aura mítica, o al menos la conservaba en ese momento para mí. De modo que, sin un director excéntrico que financiara mi viaje, debía poner todo el empeño en ir, de la misma manera que otros hombres lo ponen en lograr que su cuenta corriente se engrose con una cifra respetable de millones. Creo que la única obligación que tiene el hombre en esta tierra es realizar sus sueños. Y el mío, en esos momentos, estaba en el corazón de África."
Javier Reverte

El sueño de África es parte de su Trilogía africana, compuesta por otras dos obras: Vagabundo en África, en la que describe sus viajes por Sudáfrica, Zimbabue, Tanzania, Ruanda y Congo, y Los caminos perdidos de África, dedicada a relatar su itinerario por Etiopía, Sudán y Egipto. Así explicaba Reverte la intención de su libro:

"Después de publicar dos libros sobre mis viajes por África, pensé en hacer uno más que completase una especia de trilogía, y en el invierno del año 2000 tomé la mochila y me puse en marcha. No es mal pretexto, en ningún caso, pensar en escribir un libro con tal de regresar a África."
Javier Reverte

Reverte publicó otras obras de notable éxito, como la Trilogía de Centroamérica, cuyas novelas transcurren en Nicaragua, Guatemala y Honduras, y los libros de viajes Corazón de Ulises, ambientado en Grecia, Turquía y Egipto; y El río de la desolación, acerca de un viaje por el Amazonas que estuvo a punto de costarle la vida debido a la malaria.
En su obra La aventura de viajar (2006) narró su vida como viajero, desde las excursiones infantiles, pasando por las crónicas de guerra que le llevaron por todo el mundo, hasta sus vivencias como mochilero, que le llevaron a conocer lugares inhóspitos y alejados del mundo occidental. En el libro comenta que, cuando le preguntan los jóvenes periodistas cuál ha sido el mejor de sus viajes, siempre responde: "El mejor de los viajes es el próximo". 
Tres años más tarde publicó El río de la luz, su viaje por Alaska y Canadá, donde sigue la senda de la fiebre del oro y las peripecias de autores como Jack London: viaja por tierra, en barco y en tren desde Vancouver hasta el río Yukón, recorre 750 kilómetros del río en una expedición en canoa hasta Dawson City y acaba llegando en avión al Mar de Bering. Se desplaza luego en tren desde Vancouver hasta Quebec y vuelve a Europa en un carguero desde Montreal.
En mares salvajes (2011) describió su viaje a través del paso del Noroeste, la ruta marítima del norte canadiense que une el océano Atlántico con el Pacífico a través de aguas árticas. Reverte se embarcó en un buque oceanográfico ruso y cruzó el paso del Noroeste en 2008 aprovechando que los hielos se abrieron en el verano del año anterior por primera vez en este paso. Además de la descripción de su itinerario por Canadá, Reverte narra la historia de las numerosas exploraciones llevadas a cabo desde el siglo XVI que buscaron esta ruta marítima, como los viajes de Edward Parry, John Franklin, James Clark Ross, Richard Collison y Robert McClure, Francis McClintock y Roald Amundsen, entre otros. 
Volvió a escribir sobre África en 2012, relatando en Colinas que arden, lagos de fuego. Nuevos viajes por África sus viajes por Kenia, Tanzania y Zambia, esta vez en grupo, a diferencia de sus anteriores aventuras en solitario:

"El viaje que recojo en este libro en realidad son dos. El primero de ellos me llevó, junto con otros cinco amigos, desde Nairobi al lago Turkana. Y en el segundo, con otros siete compañeros, a cubrir la ruta entre Dar-es-Salaam y el lago Tanganika. Viajes, pues, de colinas y llanuras calcinadas por el sol y de superficies lacustres cuyas aguas parecían hervir. Viajes de polvo y sudor, de euforia y miedo. Viajes de alegre camaradería casi infantil. Viajes, en suma inolvidables."
Javier Reverte

En 2014 publicó Canta Irlanda, donde narró con pasión el viaje que realizó por Irlanda siguiendo, fundamentalmente, los lugares señalados en la biografía de los grandes literatos irlandeses y de algún que otro mito juvenil del autor. Como en otros libros, recogió sus impresiones sobre la gentes del país y recorrió la historia y leyendas de la isla, utilizando en este caso, como apoyo, la letra de canciones populares locales. Añadió, también, los hechos históricos que vivió de primera mano, como periodista, durante los viajes que hizo a Irlanda del Norte.
Su forma de entender la literatura de viajes puede resumirse en estas palabras que escribió para el libro Los caminos perdidos de África:

"Así lo siento en este instante, al iniciar el libro y recuperar el sabor del viaje, mientras las imágenes del camino se agolpan en desorden en mi memoria y piden saltar al papel. Porque viajar y escribir son en cierto modo una misma cosa: estar solo y estar libre, no deberte a nadie salvo a tu suerte y a tu coraje, intentar vanamente trazar en el vacío una pincelada de eternidad, echarte la melancolía a la espalda y no saber muy bien quién eres.
'Me llamo Nadie', gritó Ulises al cíclope Polifemo. El suyo fue el primer gran aullido de la literatura. Quien no haya sentido alguna vez ese estallido del no-ser en el alma ni es viajero ni es escritor."
Javier Reverte

## Obra
Libros de viajes
- El sueño de África. En busca de los mitos blancos del continente negro. Uganda, Tanzania y Kenia, Trilogía de África, 1 (1996)
- Vagabundo en África. Sudáfrica, Zimbabue, Tanzania, Ruanda y Congo, Trilogía de África, 2 (1998)
- Corazón de Ulises. Grecia, Turquía y Egipto (1999; versión definitiva de La aventura de Ulises, 1973)
- Billete de ida. Los mejores reportajes de un gran viajero (2000)
- Los caminos perdidos de África. Etiopía, Sudán y Egipto, Trilogía de África, 3 (2002)
- El ojo sentimental (2003)
- El río de la desolación. Un viaje por el Amazonas (2004)
- La aventura de viajar. Historias de viajes extraordinarios (2006)
- El río de la luz. Un viaje por Alaska y Canadá (2009)
- En mares salvajes. Un viaje al Ártico (2011)
- Colinas que arden, lagos de fuego. Nuevos viajes por África. Kenia, Tanzania y Zambia (2012)
- Paisajes del mundo. Las mejores crónicas y reportajes de un gran viajero (2013)
- Canta Irlanda. Un viaje por la isla esmeralda (2014)
- Un otoño romano (2014)
- Un verano chino. Viaje a un país sin pasado (2015)
- El hombre de las dos patrias. Tras las huellas de Albert Camus. Orán y Argel (2016)
- New York, New York (2016)
- Confines. Navegando aguas árticas y antárticas (2018)
- Suite italiana. Un viaje a Venecia, Trieste y Sicilia (2020)
- Queridos camaradas. Una vida (2021), libro póstumo
- La frontera invisible. Irán y Turquía (2022), libro póstumo

Novelas
- El penúltimo día (1981)
- Sinfonía bárbara (1983)
- Lord Paco (1985)
- Los dioses bajo la lluvia. Nicaragua, Trilogía de Centroamérica, 1 (1986)
- Campos de fresa para siempre (1987)
- La dama del abismo (1988)
- El aroma del Copal. Guatemala, Trilogía de Centroamérica, 2 (1989)
- Muerte a destiempo (1990)
- El hombre de la guerra. Honduras, Trilogía de Centroamérica, 3 (1994)
- Todos los sueños del mundo (1999)
- La noche detenida (2000; versión definitiva de Bienvenidos al infierno. Días de Sarajevo, 1994)
- El médico de Ifni (2005)
- La canción de Mbama. Una historia africana (2007)
- Venga a nosotros tu reino, Trilogía trágica de España, 3 (2008)
- Barrio cero (2010)
- El tiempo de los héroes, Trilogía trágica de España, 2 (2013)
- Banderas en la niebla, Trilogía trágica de España, 1 (2017)
- Hombre al agua (2021), libro póstumo

Cuentos
- Cuentos de trinchera y retaguardia (2020)

Biografías
- Giscard d'Estaing, presidente de Francia. La derecha al poder (1974)
- Dios, el diablo y la aventura. La historia de Pedro Páez, el español que descubrió el Nilo Azul (2001)
- con Jorge M. Reverte: Jesús Martínez Tessier. Soldado de poca fortuna (2001)
- El sueño de Ramón Bilbao (2018)

Poesía
- Metrópoli (1980)
- El volcán herido (1985)
- Trazas de polizón, 1979─2004 (2005), sus dos poemarios anteriores más Trazas de polizón
- Poemas africanos (2011)
- Hablo de amor entre fantasmas (2020), libro póstumo

## Galardones
- 1992 - Premio de Novela Feria del Libro de Madrid por El hombre de la guerra
- 2001 - Premio de Novela Ciudad de Torrevieja por La noche detenida
- 2010 - Premio Fernando Lara de Novela por Barrio cero